# Hombre-mosquito
El Hombre-mosquito es el nombre en español usado para referirse a una criatura mitológica proveniente de las leyendas de algunos nativos sudamericanos [¿quién?] de la selva tropical. Ellos creen en la existencia del "hombre-mosquito" como una criatura que se caracterizaría por succionar la sangre de animales con su larga nariz, como un gran mosquito.
Al ser una criatura mítica de un folclore anterior a los avistamientos del chupacabras, algunas personas lo asocian como una prueba de la existencia antigua de este mito moderno; ya que presentarían características de alimentación muy simílares.
También tiene similitudes con leyendas como "Mothman".
- Datos: Q5901126